# اسلام‌آباد (رفسنجان)
اسلام‌آباد، روستایی از توابع بخش مرکزی شهرستان رفسنجان در استان کرمان ایران است.

## جمعیت
این روستا در دهستان اسلامیه قرار دارد و براساس سرشماری مرکز آمار ایران سرشماری عمومی نفوس و مسکن (۱۳۹۵)، جمعیت آن ۵۶۶۲ نفر (۱۶۷۲ خانوار) بوده‌است.